# Robert Adams (armurier)
Robert Adams (n. 1809, Marldon⁠(d), South Hams, Anglia, Regatul Unit al Marii Britanii și Irlandei – d. 1880, Greater London, Anglia, Regatul Unit al Marii Britanii și Irlandei) a fost un armurier britanic din secolul al XIX-lea care a inventat primul revolver cu dublă acțiune, în 1851. Revolverele inventate și perfecționate de el au fost folosite în timpul luptelor din Războiul Crimeii, Răscoala șipailor, Războiul Civil American și Războiul zulușilor.